# 武田和歌子
武田 和歌子（たけだ わかこ、1978年7月3日 - ）は、朝日放送テレビ（ABCテレビ）のアナウンサー。身長は170cm。

## 人物・来歴
茨城県古河市で出生。名前の「和歌子」は、実父が酒井和歌子のファンであることに由来するという。
埼玉県内の私立高校から獨協大学法学部法律学科を経て、2001年に山下剛と共にアナウンサーとして朝日放送（当時）へ入社。学生時代からの野球経験を生かして、新人時代から全国高等学校野球選手権大会の関連番組を担当している。また2003年・2004年には「高校野球 Love Love委員長」を務める。朝日放送の全国高校野球選手権大会中継のイメージキャラクター・「ねったまくん」の名付け親でもある。
2003年10月に、先輩アナウンサーの小縣裕介と結婚。テレビ番組では、2004年4月から『おはよう朝日です土曜日です』のアシスタントを2年間務めた。
2005年の第87回全国高等学校野球選手権大会では、開会式（8月6日）のテレビ中継で、女性アナウンサーとしては（並列放送のNHK総合テレビを含めて）初めて単独で実況を担当した。
2005年11月6日に行われた「阪神タイガース御堂筋優勝パレード」で、毎日放送（MBS）の生中継に朝日放送とのコラボレーションとして出演。この時期までは、朝日放送テレビ・朝日放送ラジオの阪神ホームゲーム中継（阪神甲子園球場・大阪ドーム開催分）で、阪神側のベンチリポーターを務めることもあった。
2006年6月から第一子出産のため産休に入り、7月に長女を出産。翌2007年3月28日から復帰、2007年4月から2010年3月までの3年間、産休前までアシスタントを務めていた『おはよう朝日土曜日です』の司会を担当した。
2010年4月からは、平日夕方のラジオ番組『武田和歌子のぴたっと。』『フレッシュアップベースボール 野球にぴたっと。』を担当。朝日放送所属の女性アナウンサーで、生ワイド番組のメインパーソナリティを務めるのは武田が初めて。『武田和歌子のぴたっと。』については、後述する休演期間をはさみながら、2020年10月1日（木曜日）の最終回まで延べ10年半にわたって担当した。
『ぴたっと。』『野球にぴたっと。』の放送開始時点で妊娠8ヶ月の身だったため、2010年7月より産前産後休暇に入ったうえで、8月に次女を出産。2011年4月4日から両番組へ復帰を果たした。ちなみに、朝日放送ラジオでは両番組について、武田の休暇中もタイトルを変えずに代理のパーソナリティを立てて放送を続けていた。
2012年6月からには、後輩アナウンサーの桂紗綾・角野友紀とともに「ABC女子アナゴルフ部」を結成。朝日放送テレビが毎年中継を担当するABCチャンピオンシップゴルフトーナメントのPRを兼ねて、朝日放送公式サイト内の特設ページや、YouTubeの同局公式チャンネルを中心に活動している。
2014年には、新人アナウンサー時代に朝日放送旧本社屋（大阪市北区）近くのうどん屋でよく食べていたという「肉うどん」の味をヒントに、キンレイと共同で『武田和歌子のぴたっと。』初のプロデュース商品「武田和歌子の肉好きうどん」を開発。同年11月から2015年1月下旬まで、関西・四国地方・岡山県全域・三重県の一部地域で営業中のサークルKサンクスで予約限定商品として販売していた。2019年11月19日付で、出身県の茨城県から「いばらき大使」を委嘱。
なお、『武田和歌子のぴたっと。』の終了から1年間は、定時ニュースやラジオの収録番組（『道上洋三の健康道場』『武田和歌子　タソガレレストラン』）などを担当していた。しかし、朝日放送ラジオの2021年10月改編から、生ワイド番組へのレギュラー出演を再開。「ABCパワフルアフタヌーン」（平日で『ぴたっと。』を放送していた時間帯の直前に編成されている日替わり生ワイド枠）木曜分『ますだおかだ増田のラジオハンター!』で増田英彦（ますだおかだ）のパートナーを務めているほか、日曜日午前中の『武田和歌子…and Music。』（『全力投球!!妹尾和夫です。サンデー』の後番組）では、改編を機に終了した『タソガレレストラン』に続いて単独でパーソナリティを担当している。2022年には、「ABCラジオまつり2022」（朝日放送ラジオ全体では3年振りの公開イベント）会場（大阪府吹田市の万博記念公園）からの生中継を実施した11月13日の『…and Music。』で、「DJおにぎり」（番組を通じて知り合ったDJ KOOが命名）と称して生放送ブースで観衆を前にDJプレイを初めて披露した。
さらに、2023年度には、第49回アノンシスト賞で「ラジオ　フリートーク部門」の優秀賞を受賞した。2023年5月7日放送分の『武田和歌子…and Music。』におけるオープニングトークが高く評価されたことによる。ちなみに、同期の山下も、この回の「ラジオ　スポーツ実況部門」で優秀賞に選ばれた。
その一方で、担当番組への出演や育児と並行しながら、所属部署（朝日放送テレビの総合編成局アナウンス部）でデスク（他のアナウンサーの勤務を管理する）業務へ従事。『…and Music。』については、2024年9月29日放送分をもってパーソナリティを卒業することが発表されている。卒業は本人の意向によるもので、「新しい仕事（デスク業務）を任されたことや、夫の小縣が（朝日放送ラジオで）早朝勤務（毎週月 - 木曜日の早朝に生放送の『おはようパーソナリティ小縣裕介です』のパーソナリティ）にも就くようになったことなどをきっかけに、2023年頃から自分の働き方を考えることが多くなっていた。その結果、『ここで一度、働き方の棚卸しをしてみよう』と思い立った」という。ただし、朝日放送グループでのアナウンス業務は、『…and Music。』からの卒業後も他番組で継続。

## 現在の出演番組

### テレビ
- はじめてのバースデー（ナレーター、2017年10月7日 - ）
- ABC NEWS（金曜日正午前の『ANN NEWS』関西ローカルパートを中心に不定期で担当）

『武田和歌子のぴたっと。』の開始後は事実上担当を外れていたが、2019年4月改編で金曜日の放送を終了したことを背景に、同年6月21日から平日正午前枠の担当を再開。同番組が2020年10月改編で終了するまでは、担当曜日を金曜日に限っていた。
- newsおかえり（2023年10月4日 - ）

2022年4月の番組開始当初から出演していた斎藤真美（後輩アナウンサー）から、水曜日の「日替わりMC」を継承。朝日放送への入社23年目にして、同局が平日の夕方にテレビで放送する関西ローカル向け報道・情報番組に初めてレギュラーで出演している。ただし、レギュラーでの出演を始める前にも、フィールドキャスター（「おかえり機動班中継」）を不定期で担当していた。「日替わりMC」への就任後は、月・火曜日の「日替わりMC」（月曜日は後輩アナウンサーの大仁田美咲・火曜日は俳優の本上まなみ）が休演する場合に、当該曜日のMCを代行することもある。

### ラジオ
- ABC朝日ニュース→ABCニュース（不定期）

『武田和歌子のぴたっと。』の開始後は事実上担当を外れていたが、2020年10月改編で同番組が完全に終了したことを機に、平日午前～夕方枠の担当を再開。
- 矢野燿大のどーんと来い!!（パートナー、不定期放送）

前身の『矢野輝弘のどーんと来い!!』にも産休前に出演。2011年度の途中から離れていたが、2016年度の放送から復帰している。
- ますだおかだ増田のラジオハンター!（2021年9月30日 - ）

通常は朝日放送グループ本社内のラジオスタジオで生放送に臨んでいるが、2024年6月27日には、東京オフィス内のラジオスタジオから生放送を進行していた。当日の本番後に東京都内のTBS放送センターで組まれていた第49回アノンシスト賞の授賞式に、「ラジオ　フリートーク部門優秀賞」の受賞者として参加することが決まっていたことによる。
この他にも、SDGsの達成に向けたABCラジオの啓発キャンペーンCMに2022年度から出演中。

## 過去の出演番組・作品

### テレビ
- ニュースステーション（2003年9月15日）

プロ野球のセントラル・リーグにおける阪神タイガース18年振りの優勝が当日に決まったことを受けて、大阪市内に設けられた祝勝会会場からの中継リポートを担当。
- 選挙ステーション2003（2003年11月9日・第43回衆議院議員総選挙の開票特別番組）

オープニングの列島中継リレーの中で阪神甲子園球場から出演。
- おはよう朝日土曜日です（2004年 - 2006年4月にアシスタント、復帰後の2007年3月31日 - 2010年3月27日に司会をそれぞれ担当）
- 報道ステーション（2005年9月29日）

阪神タイガースが当日に読売ジャイアンツとのナイトゲーム（甲子園球場）での勝利によって2年振りのセントラル・リーグ優勝を決めたことを受けて、大阪市内の祝勝会会場から中継リポート。
- 阪神優勝記念 朝まで!虎バン主義。（2005年9月29日 - 30日、阪神タイガースのセントラル・リーグ優勝記念特別番組）

大阪市内の祝勝会会場から、この日が誕生日だった夫の小縣と共に中継リポートを担当。
- 全国高校野球選手権大会中継関連番組（2001年 - 2005年、2008・2009年）

中継では「SUNSUNリポート」（阪神甲子園球場アルプススタンドからの応援リポート）や、インターバルゾーンでのスタジオ進行を担当。『速報!甲子園への道』にも出演していた。
- スーパーベースボール

朝日放送の女性アナウンサーでは初めて、関西圏の阪神ホームゲーム中継で阪神側のベンチリポーターをレギュラーで担当。
- スカイ・A「sky・A STADIUM」 ウエスタン・リーグ阪神戦、パシフィック・リーグ楽天戦実況[9]
- 「芸能人格付けチェック!これぞ真の一流品だ!お正月スペシャル!!」（『人気者でいこう!』の正月特別番組として2006年1月3日放送）[10]
- サムズアップ人生開運プロジェクト（朝日放送制作・テレビ朝日系列全国ネット）

当時の先輩アナウンサー・高野直子と共にアシスタントを担当
- 公造のいえ
- 公造とアナアナ
- がんばれ!元気ッズ（ナレーター、2010年3月30日 - 2017年9月30日、産休期間中には夫の小縣が代演）
- おはようコールABC（2019年2月7日・8日および10月14日・15日)

本来の女性メインキャスターである後輩アナウンサー・斎藤真美に代わって、『武田和歌子のぴたっと。』本番前に出演。テレビの情報番組への出演は、2019年2月の初代演時点で、『おはよう朝日土曜日です』司会の降板以来10年振りであった。
- おはよう朝日です 平日版第1部（2020年12月7日 - 12月25日）

2020年10月から第1部のメイン司会を務めていた後輩アナウンサー（当時）の川添佳穂が体調不良で休演したことに伴って、第1部のメイン司会を代行した。担当期間後の2021年1月にも川添が休演したため、第1部アシスタントを務めている後輩アナウンサー・小西陸斗が第1部メイン司会を代行。結局、川添が番組に復帰しないまま同月31日付で朝日放送テレビを退職したため、2月以降は小西が川添の後任を正式に務めている。

### ラジオ
- 武田和歌子の子育てコケッコー!（2007年10月 - 2010年3月、月1回程度放送）
- 武田和歌子のぴたっと。（メインパーソナリティ、2010年4月5日 - 2020年10月1日、産休期間中にもタイトルを変更せずに放送を継続）
  - 武田和歌子の野球にぴたっと。（メインパーソナリティ、2010年度からプロ野球シーズン限定で『ABCフレッシュアップベースボール』の直前に放送）
- 和歌子・影山教授のぱれっと。（2011年7月3日 - 12月25日、2012年4月8日 - 9月30日）
- スポーツにぴたっと。（2010年度 - 2012年度のプロ野球オフシーズン限定番組、産休から復帰した2011年度からメインパーソナリティを担当。なお、2013年度 - 2015年度は『武田和歌子のぴたっと。』後半戦として放送）
- 伊藤史隆のOn-site RADIO（2016年8月22日、ゲストパートナーとして出演）
- 桑原征平粋も甘いも「粋甘流☆美女と野獣NEO」（2019年1月） - 同月のお題『クワ人一首』にて、山部赤人「田子の浦に うち出でてみれば白妙の 富士の高嶺に 雪は降りつつ」の替え歌「クワの浦に うち出でてみれば 征平の」を朗詠[11]。
- 高校野球スペシャル　届け!この夏の想い（キャスター、2020年7月27日  - 8月7日の月 - 金曜日11:50 - 12:00）

2020年の第102回全国高等学校野球選手権大会の中止に伴って、近畿2府4県の高校野球連盟が独自に開催する代替大会のダイジェスト番組。
- MBSヨル隊 ナジャ・グランディーバのレツゴーフライデー（毎日放送、2018年10月12日）

ナジャが『武田和歌子のぴたっと。』火曜日のパートナーを務めていた縁で、当時編成されていた金曜放送分への出演を終えてからゲストで登場。
- 武田和歌子　タソガレレストラン（2020年10月3日 -  2021年9月25日）

事前に収録した音源を放送していたため、土曜日の午後に組まれていた阪神のデーゲームや全国高等学校野球選手権大会の試合中継を延長する場合に休止することがあった。
- 武田和歌子…and Music。（パーソナリティ、2021年10月3日 - 2024年9月29日）

『タソガレレストラン』の後継番組で、2024年10月6日以降は、パーソナリティを田淵麻里奈に交代したうえで『田淵麻里奈…and Music。』というタイトルで放送。
- 道上洋三の健康道場（2021年4月3日 - 2023年4月1日）

後輩アナウンサー・津田理帆の後任で、「筆頭門下生」（アシスタント）として出演。道上洋三が脳梗塞の発症（2021年9月11日）によって入院加療へ専念していることを受けて、放送上は2021年10月から2022年3月まで単独で進行していた。先輩アナウンサーの伊藤史隆が道上の代理扱いで出演するようになった2022年4月以降も、2023年4月の番組リニューアル（『Sunstar presents　浦川泰幸の健康道場プラス』への移行）まで、伊藤とのコンビで出演を継続。
2022年3月25日まで45年間にわたって平日の早朝に放送されていた母体番組の『おはようパーソナリティ道上洋三です』でも、いがらしあみ（最終アシスタント）夏季休暇中（2021年7月19日 - 30日）のアシスタント代理を経て、上記の事情で同年10月1日から金曜日のパーソナリティ代理を一時務めていた。
- 真夜中のカルチャーBOY（2023年1月28日）

パーソナリティの鈴木淳史（音楽ライター・放送作家）から事前収録でインタビューを受けた模様を放送。

### CM
- ABCハウジング（2012年 - 2014年、朝日放送テレビ・朝日放送ラジオ・スカイAで放送）

当初は単独、2013年10月からは先輩アナウンサー・浦川泰幸（それ以前は武田版と並行して出演）とのコンビで登場。朝日放送ではテレビ・ラジオとも関西ローカルで放送されたほか、新聞広告にも登場していた。